# Intres (Frankrijk)
Intres is een plaats en voormalige gemeente in het Franse departement Ardèche (regio Auvergne-Rhône-Alpes) en telt 116 inwoners (2009). De plaats maakt deel uit van het arrondissement Tournon-sur-Rhône. Intres is op 1 januari 2019 gefuseerd met de gemeente Saint-Julien-Boutières tot de gemeente Saint-Julien-d'Intres. 

## Geografie
De oppervlakte van Intres bedraagt 9,7 km², de bevolkingsdichtheid is dus 12 inwoners per km².
De onderstaande kaart toont de ligging van Intres (Frankrijk) met de belangrijkste infrastructuur en aangrenzende gemeenten.

## Demografie
Onderstaande figuur toont het verloop van het inwonertal (bron: INSEE-tellingen).

Vanwege een beveiligingsprobleem met de MediaWiki Graph-software is het momenteel niet mogelijk deze grafiek weer te geven. Zodra de software is bijgewerkt zal de grafiek vanzelf weer zichtbaar worden.

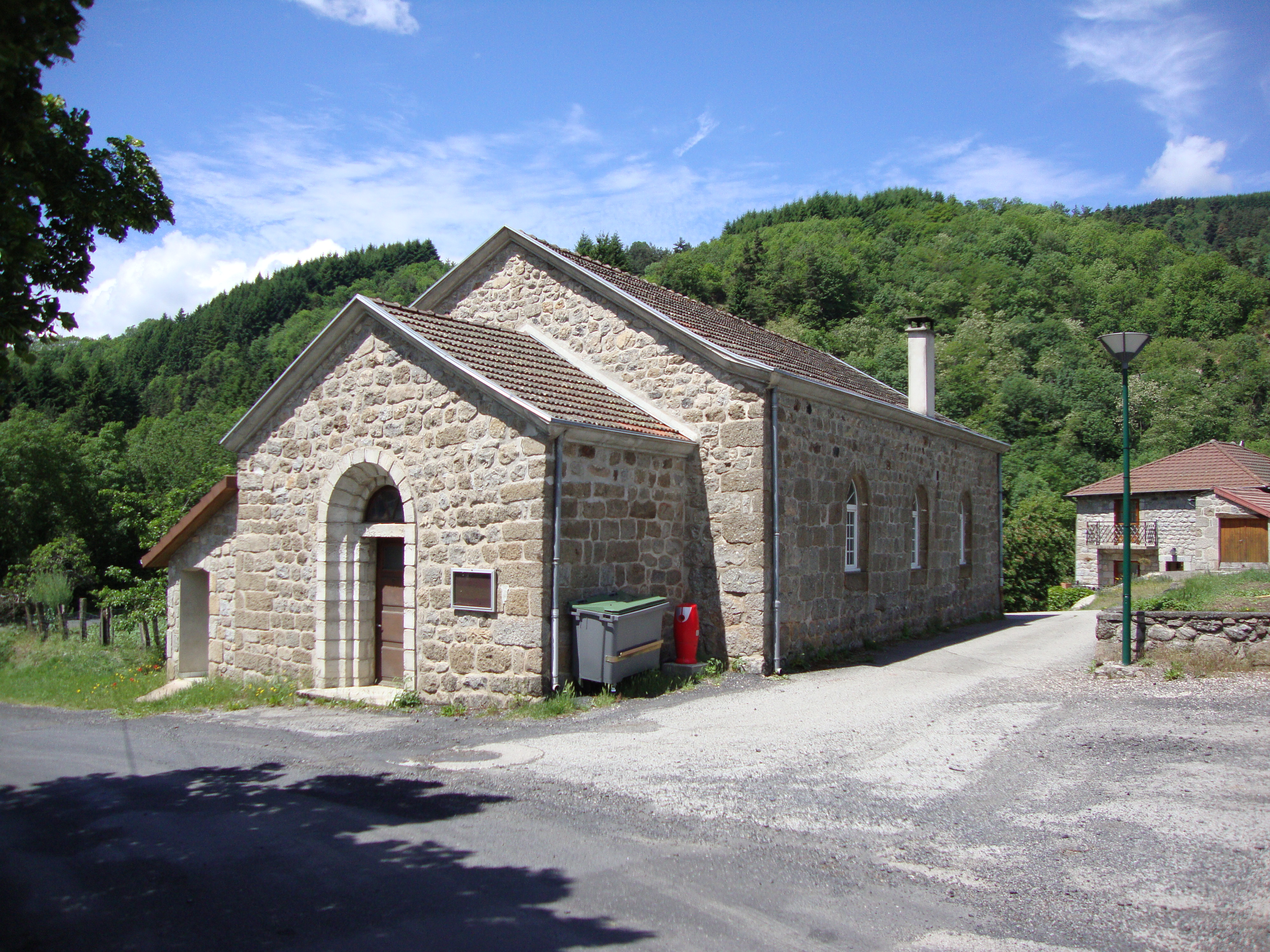
De protestantse kerk
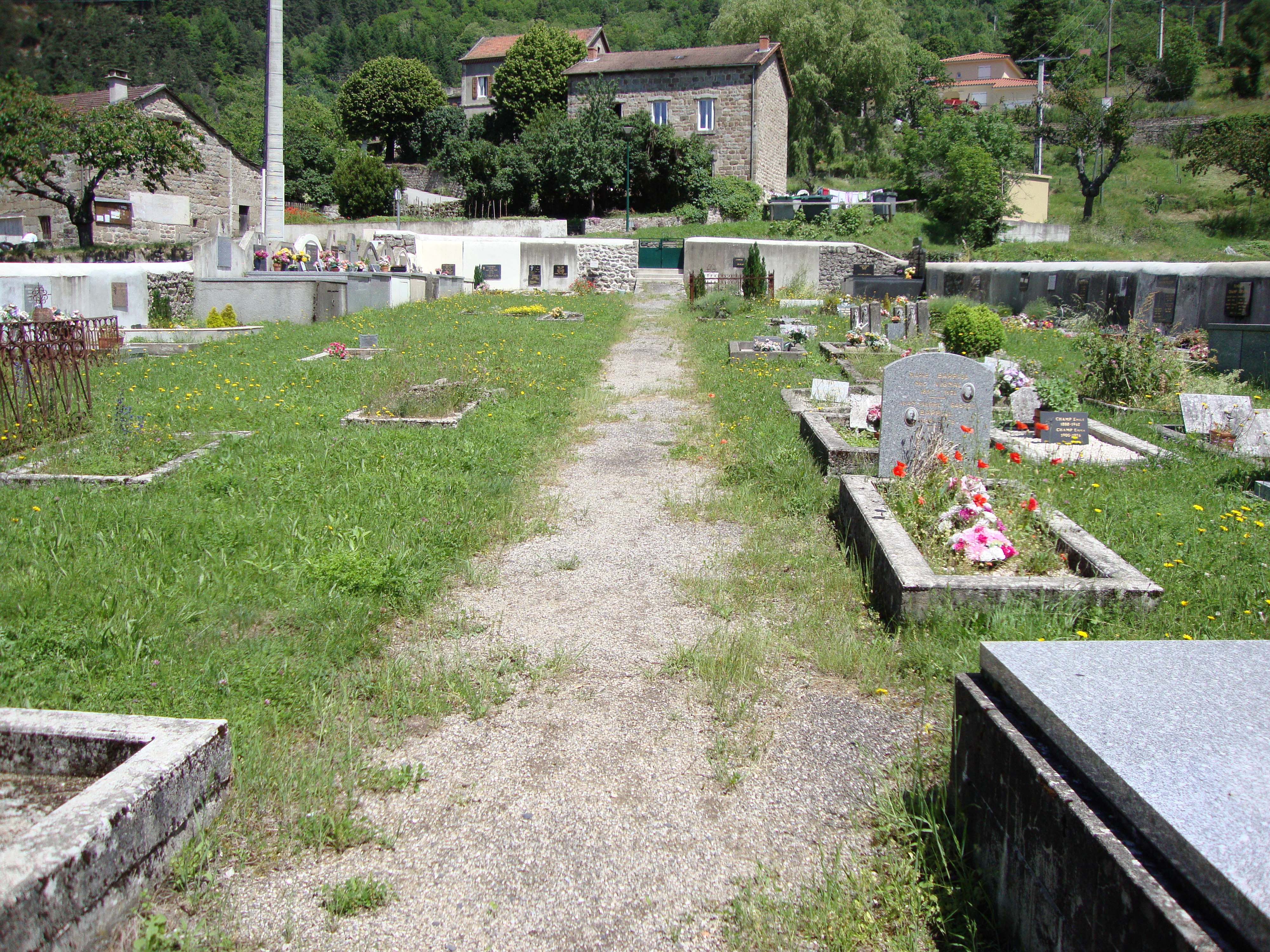
Het kerkhof
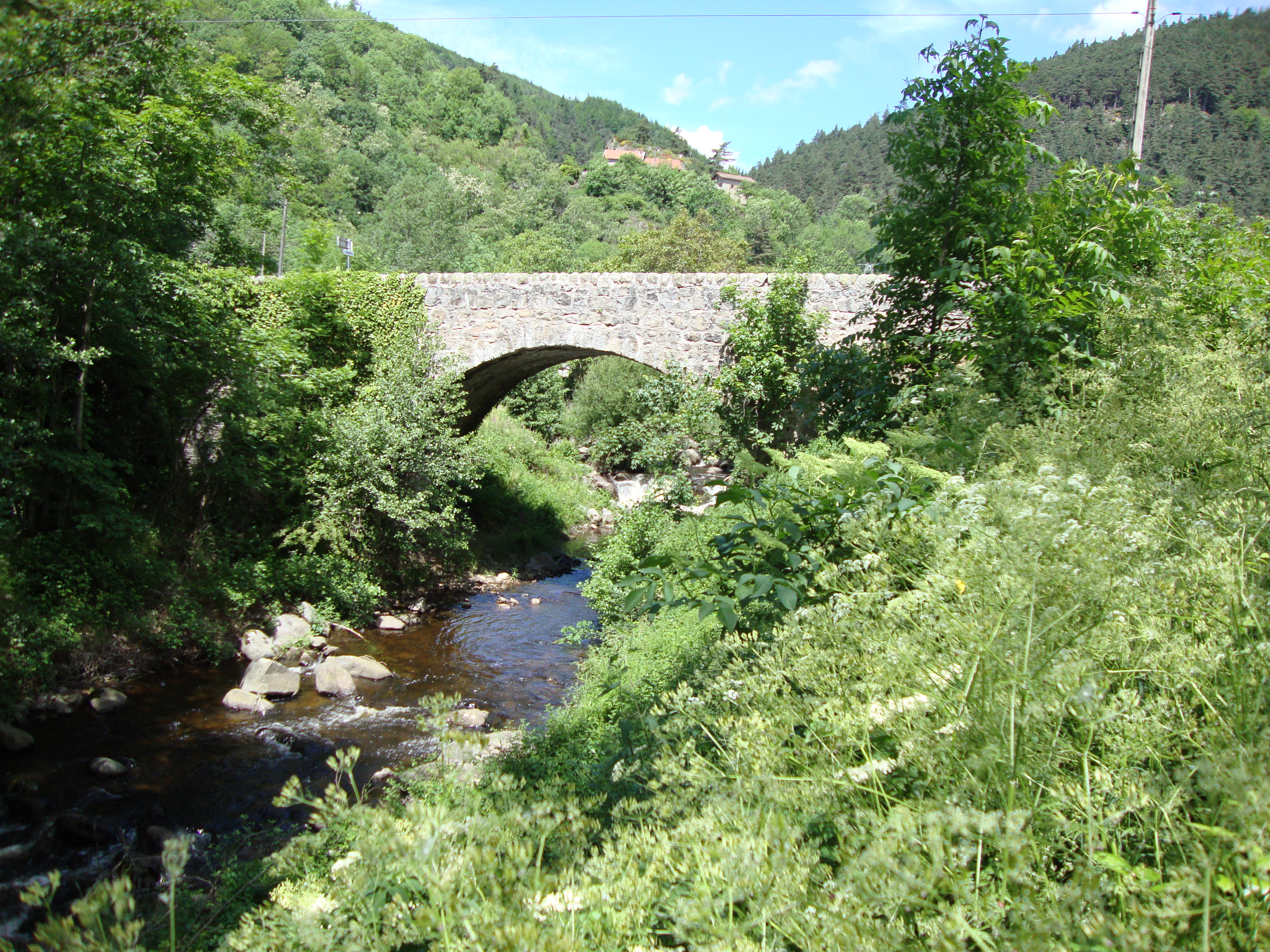
Brug over de Eyrieux
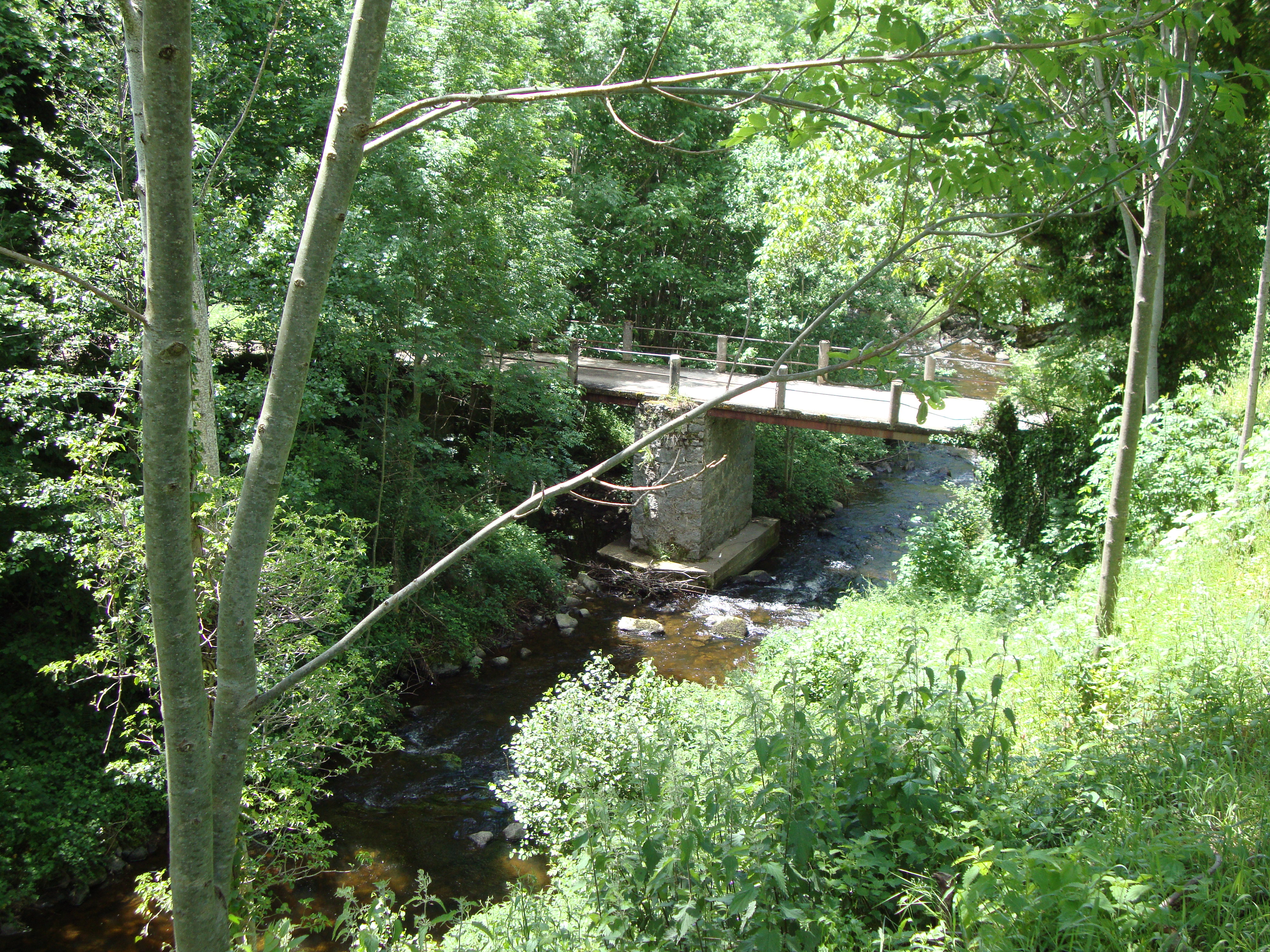
De beek Aiguenayre
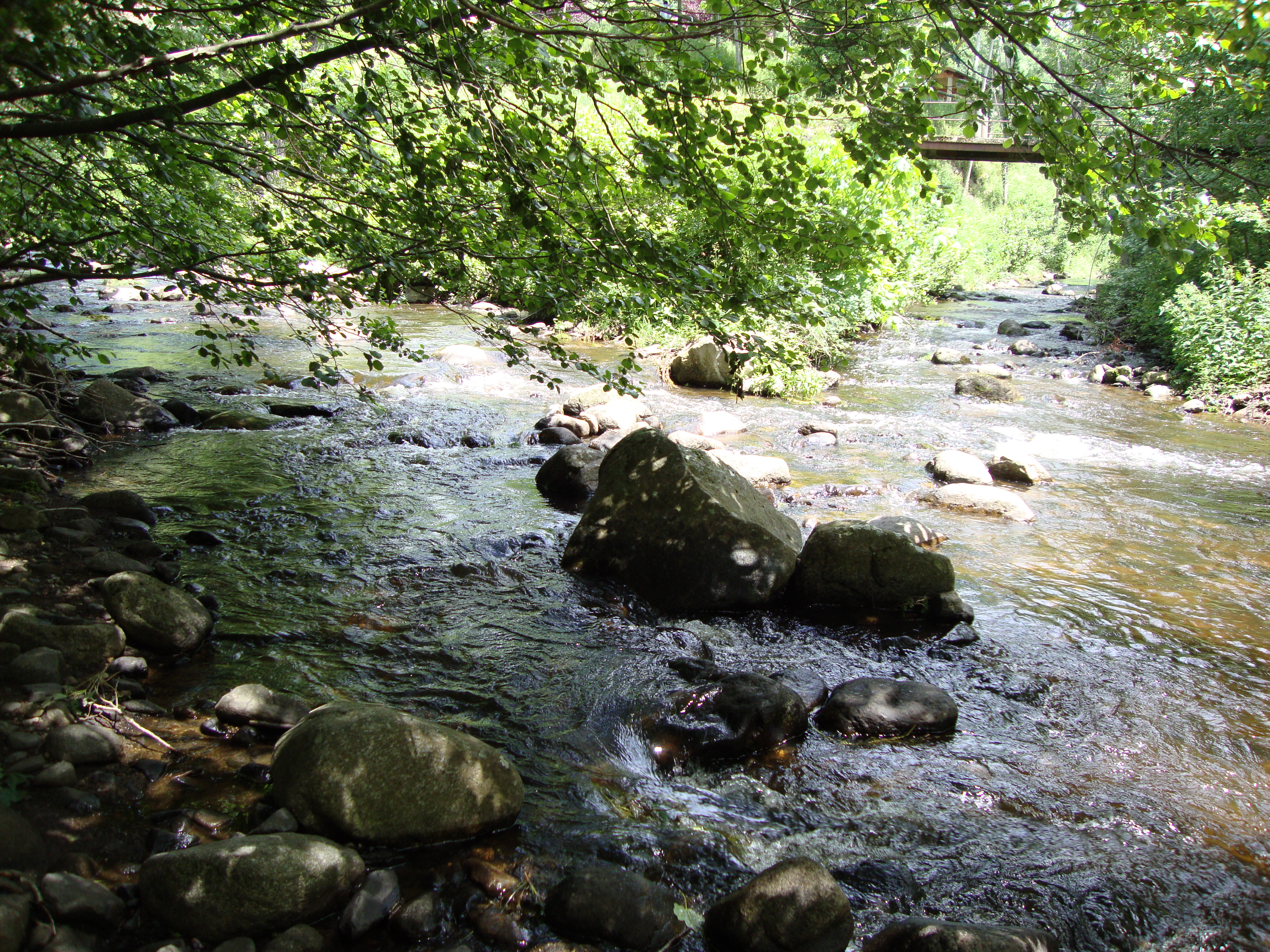
Monding van de Aiguenayre in de Eyrieux